# 高久倉蔵
高久 倉蔵（たかく くらぞう、1866年4月23日（慶応2年3月9日） - 1917年（大正6年）6月17日）は、日本の衆議院議員（立憲政友会）。

## 経歴
下野国都賀郡皆川村（現在の栃木県栃木市）出身。皆川村会議員、同村長、下都賀郡会議員、栃木県会議員を歴任した。1908年（明治41年）、第10回衆議院議員総選挙に出馬し、当選を果たした。
その他、野州日報社主を務めた。